# Almone (fiume)
L'Almone è un piccolo fiume dell'agro romano. Nell'ultimo tratto prendeva il nome di Acquataccio.

## Descrizione
L'Almone nasce nei Colli Albani (acqua di risorgiva, da infiltrazioni del lago Albano) e confluiva originariamente nel Tevere nei pressi della ex area industriale del Gazometro, percorrendo l'ultimo tratto che prendeva anche il nome di Acquataccio, identificabile orientativamente con l'attuale Circonvallazione Ostiense, presso il quartiere Garbatella dove la via Ostiense, nei pressi della sua confluenza nel fiume, la superava con un ponte noto in passato come Ponte della Travicella poco prima del quale era posto un piccolo mulino noto come mola o moletta detta di San Paolo.
Oggi il fiume (chiamato anche marrana della Caffarella) non raggiunge più il suo naturale recettore perché le sue acque vengono deviate al depuratore di Roma sud. Il fiume attraversa il Parco regionale dell'Appia antica ricevendo le acque delle numerose sorgenti ancora presenti nell'area.
L'importanza del fiume Almone in età romana, il cui etimo Almo richiama al culto della vita e della fertilità, è legata al rito della Lavatio Matris Deum: il 27 marzo di ogni anno la pietra nera, simbolo aniconico della dea Cibele, veniva condotta in processione e lavata nel fiume, insieme ai coltelli sacrificali, nel punto in cui questo sfociava nel Tevere.
Il personaggio mitologico di Almone, presente nel settimo libro dell'Eneide, è strettamente collegato al fiume. Inoltre Rea Silvia era andata ad attingere acqua all'Almone, dove la vide il dio Marte, che poi si accoppiò con lei in un bosco vicino.